# Motniška dolina
Motniška dolina (nemško Metnitztal)  je regija na Koroškem, ki je dobila ime po reki Motnici.
Izraz se uporablja na tri različne načine:
- V najširšem pomenu se Motniška dolina nanaša na celotno porečje Motnice na Koroškem; pogosto vključuje tudi del občine Motnica, ki se ne izliva v Motnico, temveč v Muro. V tem smislu se Motniška dolina razteza od Blatniškega Vrha na zahodu do sotočja Motnice in Krke pri Pöcksteinu-Medvodah na jugovzhodu, vključno s koroškim delom Olše.[1] To območje vključuje občine Motnico, Breže in Mihelova vas. Najpomembnejše mesto na tem območju je mesto Breže.
- V ožjem smislu se Motniška dolina nanaša na povodje reke Motnice nad Breškim poljem; pogosto vključuje del občine Motnica, ki se ne izliva v Motnico, temveč v Muro. Za to se včasih uporablja izraz Zgornja Motniška dolina. V tem smislu se Motniška dolina razteza od Blatnice do izliva Motnice na Breško polje.[2] To območje obsega občino Motnica in severozahodni del občine Breže, in sicer večji del nekdanje občine Sv. Odrešenik.
- V najožjem smislu se Motniška dolina preprosto nanaša na neposredno območje doline Motnice nad Breškim poljem, ki ga na severu obkrožajo Motniške Alpe in pogorje Mödringberg na jugu.[3] V tem smislu Motniška dolina sovpada s poselitvenim območjem v dolinskem dnu v občini Motnica in v severozahodnem delu občine Breže ter sega od Oberhof Sonnseite na zahodu do približno Mayerhofna na vzhodu. Sem sodita na primer naselje Motnica in Sv. Odrešenik, ne pa kraji v stranskih dolinah ali na gorah, kot sta Ingolsthal ali Bistrica.